# الأعيان النجسة
الأعيان النجسة هي النجاسات المتنجسة بذاتها، دون الحاجة لشيء ينجسها. وتُعد معرفتها هامةً للمسلم، لما أولى الدين الإسلامي من اهتمام لموضوع الطهارة، فغالبًا ما تبدأ كتب الفقه بهذا الباب لأهميته. فكان لا بد من معرفة النجاسة وأقسامها وأعيانها.

## أقسامالنجاسة
- أقسامها باعتبار مصدر نجاستها:

1- النجاسة العينية: وهي النجاسة من أصل المادة، وهي لا تطهر بحال، إلا الخمر، فيطهر بالتخلل.
2- النجاسة الحكمية: وهي النجاسة الطارئة على محلٍ نجس؛ أي هي متنجسة.
- تقسم النجاسة العينية إلى عدة أقسام:

1- نجاسة مغلظة: وهي نجاسة الكلب والخنزير، وما تولد منهما، فتحتاج للتسبيع بالماء واستخدام التراب.
2- نجاسة مخففة: ومثالها بول الرضيع الذكر، وهذه يكفي لإزالة نجاستها نضح الماء.
3- نجاسة متوسطة: وهي سائر النجاسات الأخرى.

## الأعيان النجسة
يمكن تصنيف الأعيان النجسة بحسب مصدرها:

### الإنسان
1- المشرك:
ينجس من الإنسان عند المالكية المشرك بالله بينما هو طاهر في باقي المذاهب.
فقد ذهب الأئمة الأربعة إلى أنَّ المشرك بدنه طاهر. وفي قولٍ في المالكية أنه طاهرٌ حيًا، نجسٌ ميتًا.
ودليل ذلك قوله تعالى: ((وطعام الذين أوتوا الكتاب حلٌ لكم، وطعامكم حلٌ لهم، والمحصنات من المؤمنات، والمحصنات من الذين أوتوا الكتاب من قبلكم)) [المائدة: 5].
ويعترض على طهره بقوله تعالى: ((يا أيها الذين آمنوا إنما المشركون نجس، فلا يقربوا المسجد الحرام بعد عامهم هذا)) [التوبة #]. ويرد على ذلك بأن النهي مقتصر على المسجد الحرام، فلا يمكن أن يسمح بدخول ما هو نجسٌ إلى باقي المساجد، فليس المقصود هنا النجاسة الصرفة، كما أن النهي يشمل الحرم، ويحدث في الحرم غائط وبول.
أما المؤمن فطاهر، وإن أحدث حدثًا أصغر أو أكبر عند الجمهور. ودليل ذلك حديث أبي هريرة: لقيت رسول الله ﷺ وأنا جُنب، فأخذ بيدي، فمشيت معه حتى قعد، فانسللت، فأتيت الرحل، فاغتسلت، ثم جئت وهو قاعد، فقال لي: ((أين كنت يا أبا هر))، فقلت له. فقال: ((سبحان الله، يا أبا هر، إن المؤمن لا ينجس)).
2- الميت:
وفيه اختلاف في المذاهب، فبعضهم يذكر طهارته، وبعضهم يرى نجاسته. وبعضهم يفرق بين الميت المسلم والميت المشرك.

### الحيوانات الحية
وينجس منها:
1- الجلالة: وهي الدابة التي علفها من النجاسة، فأنتن لحمها بذلك.
فتلك يحرم أكلها لنتن لحمها عند الشافعية وابن حزم والحنابلة. بينما تكره كراهة تنزيهيةً عند الحنفية. في حين ذهب المالكية إلى أنه لا بأس بها.
ودليل الكراهة والتحريم ما جاء في حديث ابن عباس أنَّه قال: نهى رسول الله ﷺ عن لبن شاة الجلالة، وعن المجثمة، وعن الشرب من في السقاء.
وكذلك حديث عن عمرو بن شعيب عن أبيه عن جده قال: "نهى رسول الله ﷺ يوم خيبر عن لحوم الحمر الأهلية، وعن الجلالة، عن ركوبها وأكل لحمها".
2- الكلب: وفيه خلاف بين الفقهاء، فذهب بعض الحنفية، والشافعية، والحنابلة إلى أنَّ الكلب نجس بعينه، وليس سؤره ولحمه فقط.
بينما ذهب أبو حنيفة إلى أن الكلب طاهر، ولكن لحمه وسؤره نجس، وكذلك ذهب إلى طهر الكلب المالكية.
3- الخنزير: وذهب الجمهور إلى نجاسته، عينًا ولحمًا. إلا أنَّ المعتمد في المالكية طهره.
ودليل نجسه قوله تعالى: ﴿قُلْ لَا أَجِدُ فِي مَا أُوحِيَ إِلَيَّ مُحَرَّمًا عَلَى طَاعِمٍ يَطْعَمُهُ إِلَّا أَنْ يَكُونَ مَيْتَةً أَوْ دَمًا مَسْفُوحًا أَوْ لَحْمَ خِنْزِيرٍ فَإِنَّهُ رِجْسٌ أَوْ فِسْقًا أُهِلَّ لِغَيْرِ اللَّهِ بِهِ فَمَنِ اضْطُرَّ غَيْرَ بَاغٍ وَلَا عَادٍ فَإِنَّ رَبَّكَ غَفُورٌ رَحِيمٌ ۝١٤٥﴾ [الأنعام:145].
4- الضواري من السباع والطير: وهذه فيها اختلاف.

### ما يخرج من الإنسان والحيوان
1- البول والغائط:
- الإنسان:
```
قال الطحاوي: «فنظرنا في ذلك، فإذا لحوم بني آدم كلٌ قد أجمع على أنها لحوم طاهرة، وأن أبوالهم نجسة».
[
25
]
```

وقال يحيى بن شرف النووي: «وأما بول الآدمي الكبير فهو نجسٌ بإجماع المسلمين، نقل الإجماع ابن منذر وأصحابنا وغيره».
قال بدر الدين الزركشي: «نجسٌ لا نزاع، وهو البول والغائط» شرح الزركشي، 2/40.
- بول وروث الحيوانات المأكولة:
اختلف فيها، فذهب المالكية والحنابلة إلى أنَّها طاهرة مطلقًا. بينما ذهب الشافعية إلى أنَّها نجسةٌ مطلقًا. أما الحنفية فذكروا أنَّ بول الحيوان نجس، بينما الطير فإن كان يذرق في الهواء كالعصافير والحمام فهو طاهر، لكن إن كان لا يفعل ذلك فهو نجس.
- بول وروث الحيوانات غير المأكولة:
ذهب الأئمة الأربعة إلى نجاستها.
2- المني والمذي والمدي:
- المني: ذهب الحنفية والمالكية إلى نجاسة المني. بينما ذهب الشافعية والحنابلة وابن حزم إلى طهره. 
وسبب الاختلاف هو اختلافهم في تفسير ما ثبت عن رسول الله ﷺ في غسله رطبًا وفركه يابسًا.
- المذي: اتفق معظم الفقهاء على نجاسة المذي، فهو كذلك عند الحنفية، والمالكية، والشافعية. ودليلهم على ذلك حديثٌ عن علي قال: "كنت رجلًا مذاءً، وكنت أستحيي أن أسأل النبي ﷺ لمكان ابنته، فأمرت المقداد بن أسود، فسأله، فقال: ((يغسل ذكره ويتوضأ)).
- الودي: ذهب الأئمة الأربعة إلى نجاسة الودي. ودليلهم على ذلك حديث ابن عباس قال: المني والودي والمذي، فأما المني ففيه الغسل، وأما الودي والمذي ففيهما الوضوء، ويغسل ذكره.
3- الدم: ذهب الأئمة الأربعة إلى نجاسة الدم.
قال فيه الشافعي: «وهذا دليل على أنَّدم الحيض نجس، وكذا كل دم غيره».
إلا أنه لا بأس بيسيره، فقد ذكر الإمام مالك في المدونة: «في الرجل يصلي وفي ثوبه دم يسير من حيضٍ أو غيره، فيراه وهو في الصلاة، قال: يمضي على صلاته ولا يبالي، وإن نزعه لم أرى به بأسًا».
وقد اختلف الفقهاء في مقدار اليسير من الدم: وقد عد الحنفية والحنابلة معيار ذلك عرف الناس.
ولكن يُستثنى من ذلك دم السمك، فقال ابن حزم في مراتب الإجماع: «واتفقوا على أن الدم من أي دم كان، حاشا دم السمك وما لا يسيل دمه».
أما الدم المتبقي في اللحم والقلب من الحيوان بعد ذبحه، فقد ذهب إلى طهره المذاهب الثلاث باستثناء الشافعية، حيث ذهب إلى نجاسته مع العفو عنه.
بينما الكبد والطحال، فقد اجتمع الأئمة على طهرهما. وذلك لحديث عن ابن عمر قال: قال رسول الله ﷺ: ((أحلت لنا ميتتان ودمان، فأما الميتتان فالجراد والحوت، وأما الدمان فالكبد والطحال)).
4- القيء: للقيء فيه اختلاف بأحواله:
- إذا خرج إلى الفم فهو نجسٌ عند الحنفية بغض النظر عن حاله. وقال فيه: "لا فرق بين أن يكون القيء مرة صفراء أو سوداء، وبين أن يكون طعامًا أو ماءً صافيًا، لأن الحدث اسمٌ لخروج النفس، والطعام والماء نجسٌ لاختلاطه بنجاسات المعدة. 
وهو كذلك نجسٌ عن الشافعية.
بينما ذهب الحنفية والمالكية إلى أنَّه طاهر إذا لم يتغير؛ أي إذا خرج الطعام كما هو، ولم يتغير ولو بحموضة. وجاء في حاشية الدسوقي: «ومن الطاهر قيء، وهو الخارج من الطعام بعد استقراره في المعدة، إلا المتغير منه بنفسه عن حالة الطعام، فنجسٌ».
5- القلس: ويأخذ حكم القيء.
6- رطوبة الفرج:
إن كانت من حيوان نجس فهي نجسة، وإن كانت من حيوان طاهر فهي قسمان: إما أن تكون من ظاهره فهي طاهرة كما قال ابن عابدن: «وأما رطوبة الفرج الخارج فطاهرة اتفاقًا».
أما إن كانت من داخله ففيها خلاف، الغالب عليه في المذاهب الأربعة هو طهارتها، ورجحه النووي.
7- القيح والصديد من الحيوان: ذهب الأئمة الأربعة إلى أنها نجسة.
8- لعاب الكلب: نجس عند الشافعية والحنفية والحنابلة.
9- لعاب الخنزير: نجس عند الشافعية والحنفية والحنابلة.

### الكائنات الميتة من غير الإنسان
1- من لا نفس له:
ويقصد به من لا دم له من الكائنات، ومن أمثلتها الدود والصراصير ونحوها. وهذه اختلف فيها:
فذهب الحنفية والمالكية إلى طهارتها.
أما الحنابلة فذهبوا إلى أنه إن تولد من شيء طاهر فهو طاهر، أما إن تولد من شيء نجس (كصراصير الكنف) فهو نجس.
2- من له نفس سائلة (دم):
في الحيوانات المائية ففيه خلاف، يميل لطهر جميع الحيوانات المائية التي لا تخرج لليابسة.
أما الحيوانات البرية فاتفق الفقهاء على كونها نجسةً إن ماتت دون ذكاة، أو بذكاة غير معتبرة في الشرع.
وقال في ذلك ابن رشد: «وأما أنواع النجاسات فإن العلماء قد اتفقوا في أعيانها على أربعة: ميتة الحيوان ذي الدم الذي ليس بمائي».
وقال ابن قدامة: «لا يختلف المذهب في نجاسة الميتة قبل الدبغ، ولا نعلم أحدًا خالف فيه».
ودليل نجاسته قوله تعالى: ﴿قُلْ لَا أَجِدُ فِي مَا أُوحِيَ إِلَيَّ مُحَرَّمًا عَلَى طَاعِمٍ يَطْعَمُهُ إِلَّا أَنْ يَكُونَ مَيْتَةً أَوْ دَمًا مَسْفُوحًا أَوْ لَحْمَ خِنْزِيرٍ فَإِنَّهُ رِجْسٌ أَوْ فِسْقًا أُهِلَّ لِغَيْرِ اللَّهِ بِهِ فَمَنِ اضْطُرَّ غَيْرَ بَاغٍ وَلَا عَادٍ فَإِنَّ رَبَّكَ غَفُورٌ رَحِيمٌ ۝١٤٥﴾ [الأنعام:145].
3- العظم:
يحكم للعظم حكم الميتة، فما كانت ميتته طاهرة فعظمه طاهر، وما كانت ميتته نجسة فعظمه نجس.
4- الشعر والوبر والريش:
إذا جزت من حيوان ميت فقد اختلف فيه، فقال الشافعية أنه نجس وقال الحنفية (مع استثناء شعر الخنزير) والمالكية أنه طاهر.
5- لبن الميتة مأكولة اللحم:
قال بنجاسته الشافعية والمالكية وهو المشهور عند الحنابلة.

### فيما لا يخرج من الإنسان والحيوانات
1- الخمر: اتفقت المذاهب الأربعة على نجاستها نجاسة حسية.
ودليلهم على ذلك قوله تعالى: ﴿يَا أَيُّهَا الَّذِينَ آمَنُوا إِنَّمَا الْخَمْرُ وَالْمَيْسِرُ وَالْأَنْصَابُ وَالْأَزْلَامُ رِجْسٌ مِنْ عَمَلِ الشَّيْطَانِ فَاجْتَنِبُوهُ لَعَلَّكُمْ تُفْلِحُونَ ۝٩٠﴾ [المائدة:90]. ويوصف الرجس بأنه النجس.

## مقدار ما يعفى منها
يختلف مقدار ما يعفى من النجاسة باختلاف سبب العفو عنها، وتشمل تلك الأسباب وما بعدها:
1- الاضطرار.
2- صعوبة التحرز منه: فيعفى مثلًا عن سؤر الهرة
3- صعوبة إزالة النجاسة: فلا يكلف الإنسان مثلًا إزالة لون النجاسة إن صعب الأمر، إنما تزال هي نفسها.
4- المقدار القليل عرفًا: مثل الدم القليل.
5- درجة النجاسة، هل هي مخففة أو مغلظة أو متوسطة. 